# Bejuco
Bejuco är en ort i Honduras.   Den ligger i departementet Departamento de Cortés, i den västra delen av landet, 140 km nordväst om huvudstaden Tegucigalpa. Bejuco ligger 47 meter över havet och antalet invånare är 1 276.
Terrängen runt Bejuco är kuperad åt sydväst, men åt nordost är den platt. Runt Bejuco är det ganska glesbefolkat, med 27 invånare per kvadratkilometer. Närmaste större samhälle är Santa Rita, 9,1 km nordost om Bejuco. 